# Serhij Kaczkarow
Serhij Hryhorowycz Kaczkarow, ukr. Сергій Григорович Качкаров, ros. Сергей Григорьевич Качкаров, Siergiej Grigorjewicz Kaczkarow (ur. 16 września 1948, Ukraińska SRR, zm. w sierpniu 2011, Ukraina) – ukraiński trener piłkarski.

## Kariera trenerska
W 1987 pomagał trenować SKA Kijów, a od 1990 do 1991 prowadził wojskowy klub. Potem prowadził ukraińską reprezentację kobiet. Również trenował kobiecy klub Arena-Hospodar Fastów oraz Donczanka Donieck, z którą w 1996 zdobył mistrzostwo i Puchar Ukrainy wśród kobiet. W 2009 kierował zespołem amatorskim Monolit Iljiczewsk. Potem był delegowany przez Federację Futbolu Ukrainy na mecze piłkarskie.
Na początku sierpnia 2011 tragicznie zginął.